# Jadon Sancho
Jadon Malik Sancho (* 25. März 2000 in London) ist ein englischer Fußballspieler. Der Flügelspieler steht als Leihspieler von Manchester United beim FC Chelsea unter Vertrag und ist A-Nationalspieler.

## Leben
Sancho wurde im Londoner Stadtteil Camberwell als Kind von trinidadischen Eltern geboren und wuchs im Stadtteil Kennington im Bezirk Lambeth auf. Als Kind war er Fan des FC Chelsea.

## Karriere

### Im Verein

#### Jugend

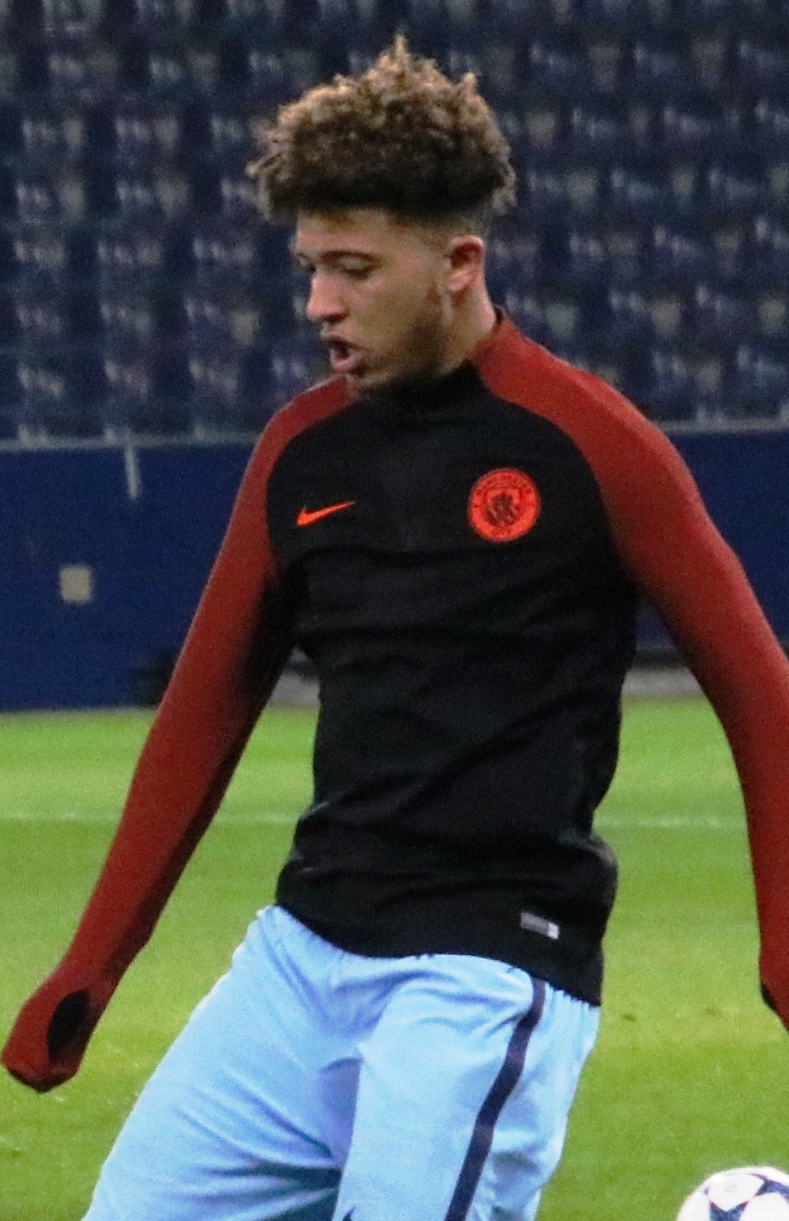
Sancho bei Manchester City (2017)

Sancho begann mit sieben Jahren beim FC Watford, in dessen Internat er in der Folge lebte, mit dem Vereinsfußball. Im März 2015 wechselte er mit 14 Jahren zu Manchester City. Mit deren A-Jugend nahm er an der Saison 2016/17 an der UEFA Youth League teil, in der die Citizens jedoch in den Play-offs am FC Salzburg scheiterten. Ab Januar 2017 kam Sancho im Alter von 16 Jahren in der Premier League 2 zu ersten Einsätzen bei den Senioren.
Bei Manchester City besaß Sancho einen Scholarship-Vertrag, den er gemäß den englischen Statuten regelkonform kündigte, da er in der Profimannschaft keine Perspektive für sich sah. Zu diesem Zeitpunkt verbreitete Meldungen, dass er in Streik getreten sei, bezeichnete er als falsch.

#### Borussia Dortmund

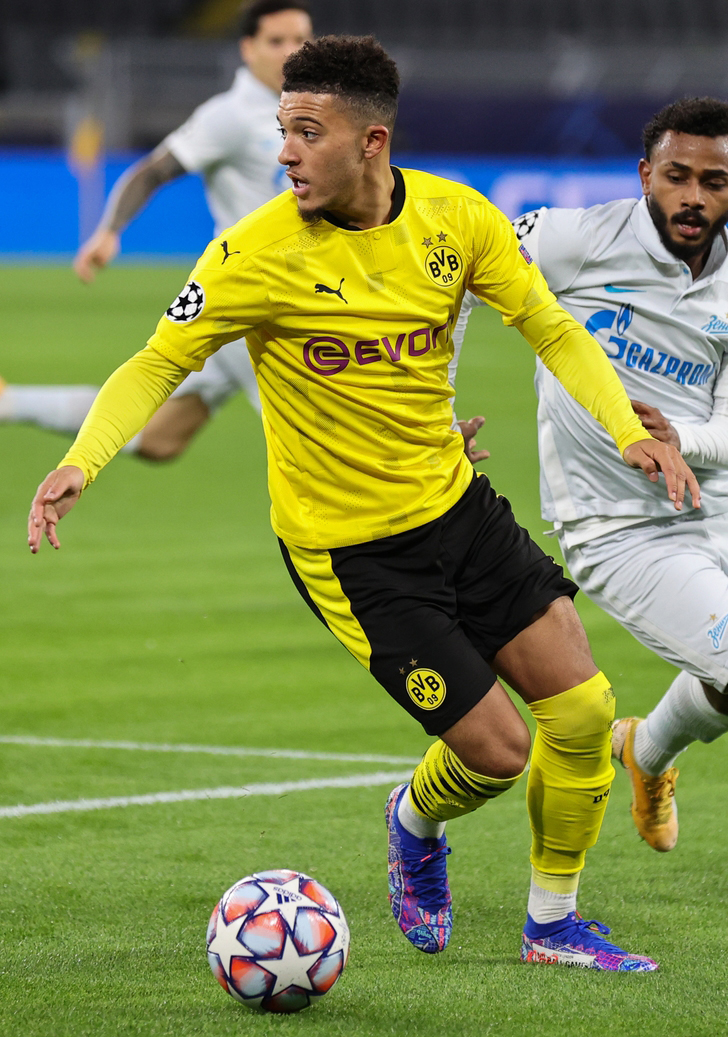
Sancho beim BVB (2020)

Am 31. August 2017, dem letzten Tag der Transferperiode, wechselte Sancho in die Bundesliga zu Borussia Dortmund, wo er seinen ersten Profivertrag erhielt. Der BVB zahlte eine Ablösesumme von rund sieben Millionen Euro, da er nicht auf einen Schiedsspruch durch die FA warten wollte. Sancho zählte sofort zum Profikader, kam zunächst jedoch in der zweiten Herrenmannschaft in der viertklassigen Regionalliga West und in der A-Jugend, für die er noch zwei Spielzeiten spielberechtigt war, in der Youth League und einmal in der A-Junioren-Bundesliga zum Einsatz. Am 30. September 2017 stand er beim 2:1-Auswärtssieg des BVB gegen den FC Augsburg erstmals bei einem Bundesligaspiel im Spieltagskader, wurde jedoch nicht eingewechselt. Am 21. Oktober 2017 debütierte Sancho unter Trainer Peter Bosz im Alter von 17 Jahren in der Bundesliga, als er beim 2:2 gegen Eintracht Frankfurt in der 83. Spielminute für Maximilian Philipp eingewechselt wurde. Am 21. April 2018 spielte er im Bundesligaspiel gegen Bayer 04 Leverkusen von Beginn an und erzielte mit dem Treffer zum 1:0 (Endstand 4:0) sein erstes Bundesligator.
In der Saison 2018/19 wurde Sancho unter dem neuen Cheftrainer Lucien Favre zum Stammspieler. Er absolvierte als einziges Kadermitglied alle 34 Bundesligapartien, stand in allen sieben Spielen in der Champions League auf dem Platz und verpasste lediglich eine Pokalpartie. Als Nachfolger von Andrij Jarmolenko, der den Verein verlassen hatte, spielte Sancho hauptsächlich auf dem rechten Flügel, manches Mal auch auf Links. Darüber hinaus konnte sich der Flügelspieler gegenüber dem neu verpflichteten Marius Wolf, der ursprünglich für diese Position geholt wurde, durchsetzen und verdrängte diesen erst auf die Ersatzbank und später auf die defensive Außenbahn. Mit 29 Scorerpunkten hatte Sancho einen erheblichen Anteil an den 81 Saisontoren des BVB, mit dem er Vizemeister wurde. Zudem wurde der Engländer, dessen Vertrag im Oktober 2018 vorzeitig bis Juni 2022 verlängert wurde, zum jüngsten BVB-Spieler, der einen „Doppelpack“ in der Bundesliga erzielte.
Im August 2019 gewann Sancho, dessen Vertrag um ein weiteres Jahr bis Juni 2023 verlängert wurde, seinen ersten Titel mit dem Verein, als der Doublesieger der Vorsaison, der FC Bayern München, mit 2:0 im DFL-Supercup besiegt wurde. Ende November 2019 wurde er bei der Wahl zum Golden Boy für den besten U21-Spieler Europas des Jahres 2019 hinter João Félix auf den 2. Platz gewählt. Als bis dato jüngster Spieler erzielte der Engländer am 20. Spieltag der Saison 2019/20 gegen Union Berlin mit 19 Jahren und 312 Tagen sein 25. Bundesligator. Am 29. Spieltag derselben Spielzeit gelang dem Offensivspieler beim 6:1 in Paderborn sein erster Hattrick als Profi. Mit 44 Pflichtspielen hatte der Engländer die zweitmeisten nach Achraf Hakimi absolviert, zwei verpasste er aus disziplinarischen Gründen für Verfehlungen abseits des Platzes. Aufgrund der zunehmenden Verlagerungen der Flügelspieler Hakimi und Raphaël Guerreiro auf die Offensivpositionen spielte Sancho, nachdem er weiter regelmäßig auf beiden Flügeln eingesetzt wurde, in der Saisonendphase auch häufiger im offensiven Mittelfeld. Dies war dem Umstand geschuldet, dass Kapitän Marco Reus längerfristig ausfiel, so dass Sancho gemeinsam mit Julian Brandt anstelle von Reus den Raum hinter Erling Haaland einnahm. Je 20 Tore und Assists standen schlussendlich wettbewerbsübergreifend zu Buche, was erneut eine Leistungssteigerung bedeutete.
In der Saison 2020/21 startete der Engländer  mäßig in die Spielzeit, traf bis zum Jahreswechsel kein einziges Mal in der Liga, dafür je zweimal in der Champions League und im DFB-Pokal, allerdings häuften sich auch die Partien ohne direkte Torbeteiligung. Mit dem Trainerwechsel von Lucien Favre zu Edin Terzić Mitte Dezember 2020 verbesserten sich Sanchos Leistungen zusehends, vor allem nachdem dieser von Terzić von der rechten auf die linke Außenbahn verschoben wurde. Im Saisonendspurt war der Flügelspieler im Rahmen einer sieben Bundesligaspiele andauernden Siegesserie an vier wichtigen Treffern beteiligt. So entschied er beim 3:2 gegen RB Leipzig durch zwei Tore das Spiel für sein Team, gegen Mainz 05 bereitete er hingegen zwei Treffer seiner Teamkameraden vor. Durch diese Serie gelang es Dortmund, an Eintracht Frankfurt und schließlich sogar am VfL Wolfsburg vorbeizuziehen und sich als Dritter erneut für die Champions League zu qualifizieren. In sechs Pokalspielen gelangen Sancho elf direkte Torbeteiligungen, mit sechs Treffern wurde der mittlerweile 21-Jährige schließlich auch zum besten Torschützen des Wettbewerbs; nachdem RB Leipzig diesmal sogar mit 4:1 besiegt wurde, gewann er mit Dortmund zum ersten Mal in seiner Karriere den DFB-Pokal. Der Engländer sammelte in seiner dritten vollen Profisaison für den BVB erneut über 30 Scorerpunkte, obwohl er sogar neun Pflichtspiele aufgrund eines Muskelbündelrisses verpasste. Somit war er hinter Mittelstürmer Erling Haaland (53 Zähler) der zweiteffektivste Dortmunder Angriffsspieler.

#### Manchester United
Zur Saison 2021/22 kehrte der Offensivspieler nach England zurück und wechselte zum amtierenden Vizemeister Manchester United, bei dem er einen Vertrag mit einer Laufzeit bis zum 30. Juni 2026 mit der Option auf ein weiteres Jahr unterschrieb. Borussia Dortmund erhielt eine fixe Ablöse in Höhe von 85 Millionen Euro, womit der 21-Jährige zu einem der teuersten Spieler der Fußballgeschichte wurde.
Von 27 möglichen Pflichtspielen absolvierte Sancho bis zum Jahreswechsel 22, in den meisten davon stand er neben wechselnden Partnern wie Mason Greenwood oder Marcus Rashford auf einem der beiden Flügel in der Startelf. Manchester startete mit einer Serie von fünf Partien ohne Niederlage in die Ligasaison, brach dann ein und gewann nur noch eins der folgenden acht Spiele. In drei nationalen Wettbewerben sowie in der Champions League gelangen dem Engländer zwei Tore und keine Vorlage. Im Anschluss an das 0:1 gegen die Wolverhampton Wanderers zum Jahresauftakt 2022 urteilte die britische Sun, Sancho wäre „der Schlechteste eines ohnehin schlechten Haufens“ gewesen, sein Wechsel sei hingegen „der falsche Move des falschen Spielers zur falschen Zeit“ gewesen. Die Boulevardzeitung gab weiter an, Sanchos „Statistiken im deutschen Fußball“ wären zwar „atemberaubend“, könnten aber auch als „schmeichelhaft angesehen“ werden. Als Grund hierfür gab die Sun an, dass die Bundesliga nicht dieselbe Wettbewerbstiefe wie die Premier League hätte und die deutschen Teams mit Ausnahme des FC Bayern München eine geringere Qualität aufweisen würden. Das Portal Sportbuzzer machte auch die Verpflichtung Cristiano Ronaldos zum 4. Spieltag als bestimmenden Faktor aus. Der Portugiese besetzte im 4–2–3–1-System häufig die Position des einzelnen Mittelstürmers, woraufhin Greenwood auf den rechten Flügel verschoben wurde, für den ursprünglich Sancho vorgesehen war. Als Konsequenz daraus spielte dieser nun überwiegend auf Links, wo er aber in Konkurrenz mit Paul Pogba trat. Abgesehen davon profitierte Sancho ab Saisonbeginn zunächst auch von einer zwei Monate andauernden Schulterverletzung von Rashford. Im weiteren Verlauf der Rückserie steuerte Sancho noch zwei Tore sowie drei Vorlagen bei; gegen den FC Southampton gelang ihm beim 1:1 das Führungstor, wohingegen seine Assists für Bruno Fernandes und Fred dazu führten, dass Leeds United mit 4:2 besiegt werden konnte. Beim 3:2 über den direkten Konkurrenten Tottenham war Ronaldo dreimal vor dessen Tor erfolgreich, eine Torvorlage kam hierbei von Sancho. Die letzten vier Saisonspiele verpasste der Flügelstürmer, der mit dem Team Sechster wurde und sich für die Europa League qualifizierte, krankheitsbedingt.
Rio Ferdinand, der selbst über 450 Partien für Manchester United absolvierte, urteilte bereits im Februar 2022, das Spielsystem der Mannschaft würde bislang nicht zu Sancho passen. Seine Teamkollegen müssten Sanchos Stärken ausmachen und ihn gezielter einsetzen. Manche von ihnen hätten, so Ferdinand, die Erwartung an ihn, dass er den Ball im eigenen Strafraum erobern und bis vor das gegnerische Tor befördern würde („Box-to-box-Spieler“). Der Ex-Spieler erinnerte an die Zeit des Flügelspielers in Dortmund, wo dieser durch den Rhythmus im Spiel getragen wurde und häufiges Kurzpassspiel ebenso dazugehörte wie das Ausdribbeln der Gegenspieler.
In der Folgesaison wurde Sancho trotz der Verpflichtung des Brasilianers Antony bis zur Winterpause häufig von Beginn an aufgestellt. Beim Duell mit Leicester City schoss er das einzige Tor des Spiels, durch sein 1:0 konnte seine Mannschaft hingegen mit 2:1 gegen Liverpool siegen. Einem weiteren Tor sowie einem Assist folgten allerdings keine weiteren Torbeteiligungen, weshalb der Engländer in der durch die Austragung der Weltmeisterschaft notwendigen Winterpause ein individuelles Programm in den Niederlanden absolvieren musste. Im Zuge dessen gab Manchesters neuer Trainer Erik ten Hag, der den Verein im Sommer übernommen hatte, an, Sancho leide unter „körperlichen und mentalen Problemen“ und man unterstütze ihn hierbei „voll und ganz“. Auch als in England wieder gespielt wurde, wurde Sancho weiterhin nicht eingesetzt, bis er schließlich Anfang Februar 2023 im EFL-Cup-Halbfinale gegen Nottingham Forest zurückkehrte. Im weiteren Verlauf des Monats schoss Sancho zwei Tore in der Premier League, unter anderem den 2:2-Endstand gegen Leeds. In der Zwischenrunde der Europa League warf er mit seiner Mannschaft den spanischen Vizemeister FC Barcelona aus dem Turnier und stand hierbei jeweils in der Startelf. Nach zwei Siegen gegen Betis Sevilla schied Sancho mit Manchester im Viertelfinale des Wettbewerbs gegen den FC Sevilla aus; dieser gewann letztendlich die Europa League. In der Liga pendelte der Flügelspieler auf der linken Seite zwischen Ersatzbank und Startelf, am letzten Spieltag schoss er ein Tor beim 2:1 gegen Fulham. Sancho wurde mit dem Team Dritter hinter Arsenal und dem Stadtrivalen Manchester City.
An den ersten drei Spieltagen der Premier-League-Spielzeit 2023/24 wurde Sancho jeweils eingewechselt. Trainer ten Hag setzte in der Startformation auf den Flügeln auf den 19-jährigen Nachwuchsakteur Alejandro Garnacho sowie Antony und Marcus Rashford. Am 4. Spieltag stand der Engländer dann im Spiel gegen den amtierenden Vizemeister Arsenal nicht im Spieltagskader, ten Hag begründete dies mit „mangelhaften Trainingsleistungen“. In der Folge widersprach der Spieler diesen Äußerungen öffentlich und schrieb beispielsweise auf Twitter: „Ich glaube, es gibt andere Gründe dafür, auf die ich nicht eingehen möchte. Ich bin seit Langem ein Sündenbock, was nicht fair ist“. Laut dem Verein verweigerte Sancho eine Entschuldigung gegenüber seinem Trainer und lehnte auch einen Transfer in die Türkei oder nach Saudi-Arabien ab, nachdem aus beiden Ländern Angebote für ihn eingegangen waren. Als Konsequenz aus Sanchos Verhalten wurde dieser anschließend vom Spielbetrieb der ersten Herrenmannschaft suspendiert und auch von der Teilnahme an deren Trainingseinheiten ausgeschlossen.

#### Rückkehr nach Dortmund
Im Januar 2024 kehrte Sancho bis zum Saisonende auf Leihbasis zu Borussia Dortmund zurück. In seinem ersten Pflichtspiel nach gut fünf Monaten bereitete er nach einer Einwechslung das 2:0 durch Marco Reus (Endstand 3:0) gegen Darmstadt 98 vor. Es folgten im Verlauf der Bundesligarückserie zwei weitere Vorlagen und auch zwei Tore, am Saisonende stand Sancho mit dem BVB auf Rang 5. In der Champions League stand Sancho in allen Spielen der Finalrunde in der Startelf und gelangte mit seiner Mannschaft bis ins Endspiel. Deshalb war die Qualifikation für die „Königsklasse“ in der nächsten Saison aufgrund der neuen „Performance-Wertung“ der UEFA trotz allem sicher. Im Finale unterlag Borussia Dortmund mit Sancho dem Rekordsieger Real Madrid. Die Fachpresse hob beispielsweise dessen Leistung im Halbfinalhinspiel der Wettbewerbs gegen Paris Saint-Germain hervor und resümierte, dass er seit seiner Rückkehr das Offensivspiel des Teams belebt hätte. Andererseits urteilten die Fachblätter, der Engländer hätte nicht an seine erfolgreiche Zeit in Dortmund anknüpfen können, was auch seine statistischen Werte untermauerten.

#### Wieder in England
Nach Ablauf seines Leihvertrags kehrte Sancho wieder nach Manchester zurück. Hier sprach er sich im Rahmen der Saisonvorbereitung mit Trainer Erik ten Hag aus und kam im nationalen Supercup zu einem Kurzeinsatz. An den ersten beiden Spieltagen der Premier-League-Saison stand Sancho hingegen jeweils nicht im Kader.
Stattdessen wechselte er bis Saisonende auf Leihbasis in seine Geburtsstadt London zum Ligakonkurrenten FC Chelsea, nachdem diesen unter anderem Raheem Sterling verlassen hatte. Der Leihvertrag enthielt eine Kaufpflicht, welche greifen sollte, wenn Chelsea mindestens Vierzehnter würde. In seinen ersten drei Spielen für Chelsea, die allesamt gewonnen wurden, bereitete Sancho jeweils mindestens ein Tor vor. In der Folge blieb der Flügelstürmer in der Premier League hinter den Erwartungen zurück und steuerte nur noch je zwei Vorlagen und Treffer bei. In der Conference League war Sancho hingegen mit drei Torbeteiligungen entscheidend daran beteiligt, dass man sich im Viertelfinale gegen Legia Warschau nach Hin- und Rückspiel mit 4:2 durchsetzen konnte. Im Endspiel traf er einmal und gewann nach einem 4:1 mit Chelsea erstmals in seiner Karriere diesen Wettbewerb. Im Anschluss an die Saison bestätigte der Spieler selbst seinen Abschied vom Verein. Laut dem kicker soll der FC Chelsea eine Strafgebühr in Millionenhöhe entrichtet haben, um Sancho entgegen der Vertragsklausel nicht fest verpflichten zu müssen.

### In der Nationalmannschaft
Im Mai 2017 nahm Sancho mit der englischen U17-Nationalmannschaft an der Europameisterschaft in Kroatien teil und erreichte dort das Finale. Obwohl England das Finale nach Elfmeterschießen gegen Spanien verlor, wurde Sancho zum Spieler des Turniers gekürt. Im Oktober 2017 nahm er mit der U17-Auswahl an der Weltmeisterschaft in Indien teil. Nachdem Sancho in drei Einsätzen drei Tore erzielt hatte, kehrte er nach Absolvierung der Gruppenphase absprachegemäß nach Dortmund zurück. Anschließend gewann die Mannschaft in seiner Abwesenheit den Titel.
Im Oktober 2018 wurde Sancho für die anstehenden Partien in der UEFA Nations League erstmals in den Kader der englischen A-Nationalmannschaft berufen. Sein Debüt gab er am 12. Oktober 2018 gegen Kroatien, als er in der 78. Minute für Raheem Sterling eingewechselt wurde. Beim 5:3-Heimsieg über das Kosovo in der Qualifikation zur EM 2020 erzielte der Offensivspieler seine ersten beiden Treffer für die A-Auswahl.
Im Sommer 2021 wurde er in den englischen Kader für die Europameisterschaft 2021 berufen, mit dem er das Finale gegen Italien im Elfmeterschießen im heimischen Wembley-Stadion verlor. Sancho gehörte, gemeinsam mit Marcus Rashford und Bukayo Saka, zu den erfolglosen Elfmeterschützen auf Seiten Englands. Einige Kritiker warfen Trainer Gareth Southgate im Nachhinein taktische Fehler vor, da er im Elfmeterschießen vermehrt auf den Einsatz junger, wenig erfahrener Einwechselspieler gesetzt hatte. Sowohl Sancho als auch Rashford hatten im Verlauf des Turniers unter Southgate bis zu ihren jeweiligen Einwechslungen zum Ende der finalen Nachspielzeit kaum eine Rolle gespielt lediglich Sancho stand im Viertelfinale gegen die Ukraine über die volle Spielzeit auf dem Feld. Southgate nahm die Kritik an und stellte sich schützend vor die genannten Spieler. Der Flügelspieler konnte in seinen 97 Turnierminuten keine direkte Torbeteiligung vorweisen, erst im Halbfinale musste seine Mannschaft darüber hinaus den ersten Gegentreffer hinnehmen. Nach dem Finale wurden Sancho, Rashford und Saka in sozialen Netzwerken rassistisch beleidigt.
Im folgenden Oktober spielte Sancho gegen Andorra von Beginn an, an den anderen vier Partien der letzten Qualifikationsphase zur Weltmeisterschaft 2022 in Katar war er hingegen nicht beteiligt. Im Kalenderjahr 2022 setzte Nationaltrainer Gareth Southgate auf Jack Grealish, Raheem Sterling, Marcus Rashford oder auch den Debütanten Jarrod Bowen für die Flügelpositionen und berücksichtigte Sancho gar nicht mehr. So verpasste dieser beispielsweise die Teilnahme an der Endrunde der Weltmeisterschaft, bei der England im Viertelfinale gegen den Titelverteidiger und späteren Vizeweltmeister Frankreich ausschied. Auch an der Europameisterschaft 2024 in Deutschland nahm Sancho nicht teil.

## Titel, Auszeichnungen und Rekorde
Borussia Dortmund
- Deutscher Pokalsieger: 2021
- Deutscher Superpokalsieger: 2019

Manchester United
- Englischer Ligapokalsieger: 2023

FC Chelsea
- Conference-League-Sieger: 2025

Nationalmannschaft
- U17-Weltmeister: 2017

Auszeichnungen
- Bester Spieler der U17-Europameisterschaft: 2017
- Bundesliga Rookie Award: Januar 2018
- VDV-Newcomer der Saison: 2018/19
- Wahl in die VDV 11: 2018/19, 2019/20
- Spieler des Monats der Bundesliga: Oktober 2018, Februar 2020 und Februar 2021
- Torschützenkönig des DFB-Pokals: 2021 (6 Tore)
- Nominierung für die Kopa-Trophäe: 2019 (2. Platz)

Rekorde
- Erster Spieler mit 50 Vorlagen in 99 Bundesligaspielen[49]
- Jüngster Bundesligaspieler mit 50 Torvorlagen (20 Jahre, elf Monate und zwei Tage)

## Spielweise
Sanchos Spielstil ist trotz seiner professionellen Ausbildung in Watford und Manchester stark geprägt von seinen Wurzeln als „Straßenfußballer“, die in den Gassen von Kennington liegen, wo er beispielsweise mit dem späteren Profi Reiss Nelson zusammenspielte. Auch der Spieler selbst sagte aus, auf der Straße Ballkontrolle, Kreativität und Handlungsschnelligkeit erlangt zu haben. Neben seiner hohen Laufstärke (bereits mit 18 Jahren gelang ihm in der Bundesliga eine gemessene Geschwindigkeit von über 34 km/h) kommen ihm seine Stärken in der Ballbeherrschung und im Dribbling zugute. Der Engländer wird bevorzugt als offensiv agierender Flügelspieler eingesetzt und besitzt neben seiner Hauptaufgabe, dem Auflegen von Toren mithilfe präziser Flanken, auch eigene Abschlussqualitäten.
Harry Hudson, Jugendtrainer von Crystal Palace, sagt über Sancho, dieser wäre „kein Spieler mit traditionellem, englischem Stil wie David Beckham oder Paul Scholes“ und seine Spielweise hätte „mehr Flair“. Dan Micciche, unter dem der Spieler in englischen Jugendnationalteams aktiv war, bezeichnete seinen ehemaligen Schützling hingegen als „unberechenbar, auffällig und unterhaltsam“ sowie „effektiv wie Neymar“. Während Peter Stöger seinem Spieler attestierte, „zwischen Genie und Wahnsinn“ zu stehen, lobte Lucien Favre Sanchos Entwicklung, meinte jedoch auch, dieser müsse sich in Bezug auf seine Zweikampfführung sowie seiner defensive Arbeit noch steigern.
Der Engländer selbst gab an, bereits als Kind zu Spielern wie Frank Lampard, Didier Drogba oder Ronaldinho aufgesehen zu haben. Besonders Ronaldinho beeinflusste Sancho dahingehend, dass dieser sich dessen Leichtigkeit anzueignen versuchte und wie der Brasilianer Dinge tun wollte, die kein anderer täte. Mit Raheem Sterling und Marco Reus benannte Sancho je einen Mitspieler aus dem Nationalteam sowie von Borussia Dortmund, die ihn inspiriert hätten. Vor allem der Kapitän des BVB soll seinem jüngeren damaligen Mannschaftskameraden dabei geholfen haben, als Profi zu reifen.